# Songaichthys luctacki
Songaichthys luctacki è un pesce osseo estinto, appartenente ai teleostei. Visse nel Giurassico medio (Aaleniano - Bathoniano, circa 173 - 167 milioni di anni fa) e i suoi resti fossili sono stati ritrovati in Africa.

## Descrizione
Questo pesce era di piccole dimensioni e non doveva superare i 10 centimetri di lunghezza. Era dotato di un corpo simile a quello di un'acciuga, snello e fusiforme. Songaichthys era caratterizzato da una piccola scatola cranica e un grande suspensorium. Le ossa dermiche del cranio erano ricoperte da un sottile strato di ganoina. Le premascelle erano piccole e poste lateralmente, mentre il dermetmoide era ampio e portava un canale sensorio etmoidale. Le ossa nasali erano grandi e in contatto medialmente, e separavano le ossa frontali dal dermetmoide. Le mascelle erano prive di denti. La pinna caudale era lunga e profondamente biforcuta. Le scaglie erano simili a quelle degli attuali lucci alligatore (gen. Lepisosteus e Atractosteus), con un'articolazione a incastro, una superficie liscia e un margine posteriore altrettanto liscio.

## Classificazione
Songaichthys è un rappresentante degli anchiloforiformi (Ankylophoriformes), un gruppo di pesci attinotterigi considerati alla base del grande gruppo dei teleostei; un tempo molti anchiloforiformi erano classificati tra i folidoforiformi, un altro gruppo di teleostei basali leggermente più derivati. 
Songaichthys luctacki venne descritto per la prima volta nel 2013, sulla base di resti fossili ritrovati nella formazione Stanleyville nei pressi di Kisangani, nella Repubblica Democratica del Congo. Nella stessa formazione sono stati ritrovati i resti fossili di un altro anchiloforiforme, Steurbautichthys, di dimensioni maggiori.